# Jacopo Paladini
Jacopo Paladini, noto anche come Jacopo/Giacomo Palladini o Giacomo da Teramo o Ancarano o Denterrano (Teramo, 1349 – 1417), è stato un arcivescovo cattolico italiano.

## Biografia
Membro della nobile famiglia Paladini, nacque a Teramo nel 1349. Era cugino di Roberto de Melatino, poiché sua madre apparteneva a quella famiglia. Studiò diritto a Padova e prese i voti religiosi. Nel 1382 era arcidiacono in Aversa, dove godeva di un canonicato, quando terminò il manoscritto della sua opera più importante, il Belial. Nello stesso anno papa Urbano VI visitava quella diocesi e la competenza in materia canonistica e, in generale, giuridica del Paladini non dovette passare inosservata, tanto che ebbe una rapidissima e importante carriera presso la curia romana.
Fu dapprima nominato Cubicularius, scrittore della penitenzieria e registratore dei Brevia presso la cancelleria pontificia. Nel 1391 Bonifacio IX lo elesse vescovo di Monopoli. Nel 1400 fu promosso arcivescovo di Taranto e l'anno successivo fu trasferito a Firenze, avvicendandosi con Alamanno Adimari, poco gradito ai fiorentini. Tuttavia, finché fu in vita Bonifacio IX, suo mentore, non lasciò mai la Curia romana, nonostante i ripetuti inviti dei fiorentini. Anche Coluccio Salutati nel 1403 gli indirizzò un'epistola, nella quale loda un sermone del vescovo, ricco di dottrina ed erudizione, auspicando di poter leggere anche il suo sermone sulla "fine del mondo", di cui aveva udito parlare con gran lode. Nel 1404, essendo papa Innocenzo VII, si trasferì finalmente a Firenze e nel 1409 intervenne al concilio di Pisa, dove fu tra i firmatari della deposizione di Papa Gregorio XII, favorendo l'elezione di Alessandro V. Nello stesso anno dovette fronteggiare (con successo) un'accusa di eresia per un suo scritto, Somnium Nabugodonosor sive Statua Danielis, di cui si sono perse le tracce e nel quale elaborava una tesi millenaristica molto legata alle vicende del suo tempo. Nel 1410 fu trasferito da Alessandro V a Spoleto, dove rimase fino al 1417 (anno della sua morte), nonostante i tentativi condotti da Gregorio XII - che gli era ostile - di privarlo dell'episcopato.
Secondo Ferdinando Ughelli nello stesso 1417 sarebbe stato nominato nunzio apostolico in Polonia, ma Angelo Mercati ha ritrovato la bolla di nomina - datata 6 febbraio 1419 - e ha potuto dimostrare trattarsi di un altro Giacomo (da Campi).

## Opere

### Belial
Il Liber Belial (o Consolatio peccatorum) ha per soggetto un processo intentato dal diavolo a Gesù. In esso l'autore, pur investendo questioni teologiche e risentendo delle vicende politiche del tempo (era in corso lo scisma d'Occidente), dette sfoggio delle sue conoscenze forensi offrendo al lettore una chiara esposizione del processo civile in tutte le sue fasi. Proprio per il suo contenuto giuridico, che ne fa un vero e proprio manuale di diritto processuale medievale, il libro diverrà uno dei più tradotti e stampati in Europa, tra XV e XVI secolo, ma venne poi messo al bando dal Concilio di Trento già nella prima edizione dell'Indice dei libri proibiti nel 1559, per poi essere liquidato come empio, farsesco o bizzarro da numerosi detrattori. Solo nel XXI secolo si segnalano contributi tesi a una rivalutazione dell'opera e al suo esatto inquadramento nell'ambito della pubblicistica del Medioevo.
L'autore immagina che i diavoli, dopo la discesa di Gesù agli inferi, non accettino di buon grado la liberazione delle anime dei Patriarchi e intentino un'azione giudiziaria nei confronti del Risorto. Satana si appella alla giustizia divina e, conferita la procura a Belial, ottiene la possibilità di avviare una causa giudiziaria, che viene seguita in tutte le sue fasi: dal giudizio di primo grado, presieduto da Salomone, a quello di secondo grado tenutosi davanti al patriarca Giuseppe e, infine, all'esame dell'intera controversia da parte di un collegio arbitrale composto da Isaia, Geremia, Ottaviano e Aristotele.
È evidente nell'opera l'allegoria con le vicende storiche del tempo: la discesa di Gesù agli inferi e la liberazione dei Patriarchi costituiva la metafora della fine della cattività avignonese e del ritorno del papato a Roma (1378), con la conseguente reazione degli "avignonesi" (i demoni), rappresentati dall'antipapa (Satana). La soluzione indicata dal Paladini per risolvere la controversia tra Satana e Gesù, ossia la remissione a un collegio arbitrale super partes, sarà proprio quella adottata per risolvere lo scisma d'Occidente, con la convocazione di un Concilio – prima a Pisa (1409), ma senza successo, e poi a Costanza - che ottenne nel 1417 le dimissioni del papa romano Gregorio XII, depose l'antipapa avignonese Benedetto XIII e quello dell'obbedienza pisana Giovanni XXIII, ed elesse al soglio pontificio papa Martino V.

### Altre opere
Delle altre opere di Jacopo Paladini, rimaste manoscritte, ci sono pervenute:
- un trattato, scritto nel 1387, diretto a dimostrare l'autorità monarchica del Papa (Monarchialis, id est de Pontificis Romani Monarchia Lib. I)[10],
- una summa per confessioni in dodici libri (De Remediis Conversorum Libri XII)[11],
- un trattato intitolato Exhortans Iudaeos, ut doctrinam christianam amplecatur[12].

Al vescovo teramano sono infine attribuite altre opere, che però non ci sono pervenute: 
- il già citato libro di profezie Somnium Nabugodonosor sive statua Danielis, per il quale il Paladini era stato accusato di eresia e che forse è menzionato nel processo contro Giovanni Huss[13], a meno che - come ritengono alcuni autori[14] - l'eretico boemo non avesse citato un passo tratto proprio dal Belial[15],
- un commentario al primo libro delle Clementine (In Clementinis Lib. I),
- un commentario sulle sentenze di Pietro Lombardo (In libros Sententiarum commentarius ).